# مارک رایت (روزنامه نگار)
مارک وایت (متولد ۲۰ ژانویه ۱۹۸۷) یک شخصیت تلویزیونی، خبرنگار سرگرمی، مدل و بازیکن فوتبال پیشین انگلیسی (سنتی) است که برای حضور به عنوان بازیگر نقش اول در سه سری اول The Only Way Is Esx شناخته می‌شود.